# Sagamihara (Kanagawa)
Sagamihara (japonsky 相模原市; Sagamihara-ši) je jedno z největších japonských měst v prefektuře Kanagawa (v této prefektuře je to třetí největší - po Jokohamě a Kawasaki), v provincii Sagami. Je položeno na severním okraji prefektury.
V roce 2016 mělo město 721 686 obyvatel a celkovou rozlohu 328,91 km² (průměrná hustota obyvatel je 2190/km²).

## Zeměpis
Město se člení na tři větší části (čtvrti): Midori-ku (緑区), Čúó-ku (中央区) a Minami-ku (南区). Město leží na levém břehu řeky Sagamikawa (相模川), na plošině Sagamino-daiči (相模野台地). Městem protékají řeky Hatogawa (鳩川), Ubagawa (姥川), Dóhogawa (道保川), Sakaigawa (境川), Dóšigawa (道志川), Nakacugawa (中津川) i její přítok Hajatogawa (早戸川). Na západ od města se rozkládá pohoří Tanzawa (丹沢山地). Na jihovýchod od města je Tokijský záliv. Na jih od města je záliv Sagami.

### Sousedící územně-administrativní jednotky
- v prefektuře Kanagawa:
  - město Zama (座間市) (na jihu)
  - město Jamato (大和市) (na jihojihovýchodě)
  - město Acugi (厚木市) (na jihojihozápadě)
  - městys Aikawa-mači (愛川町) v okrese Aikó (愛甲) (na jihozápadě)
  - ves Kijokawa-mura (清川村) v okrese Aikó (愛甲) (na jihozápadě)
  - městys Jamakita-mači (山北町) v okrese Ašigarakami (足柄上) (40 km na jihozápadě)
- v prefektuře Tokio:
  - Mačida (町田) (na východě)
  - Hačiódži (八王子) (na severoseverozápadě)
  - Hinohara (檜原村)
- v prefektuře Jamanaši:
  - Uenohara (上野原) (na západoseverozápadě)
  - Dóši-mura (道志村) v okrese Minamicuru (南都留) (na západě)

## Rodáci
- Rjoko Unoová (* 1975) – fotbalistka
- Tomomi Mijamotoová (* 1978) – fotbalistka
- Maju Sasakiová (* 1993) – fotbalistka
- Yuki Tsunoda (*2000) - pilot Formule 1

## Partnerská města
- Trail, Kanada (15. dubna 1991)
- Toronto, Kanada (1. ledna 1998)
- Wu-si, Čínská lidová republika (6. října 1985)